# Azenia
Azenia es un género  de lepidópteros perteneciente a la familia Noctuidae. Es originario de Norteamérica.

## Especies
- Azenia edentata (Grote, 1883)
- Azenia implora Grote, 1883
- Azenia obtusa (Herrich-Schäffer, 1854)
- Azenia perflava (Harvey, 1875)
- Azenia templetonae Clarke, 1937
- Azenia virida (Barnes & McDunnough, 1916)